# Раджгарх (округ)
Округ Раджгарх є адміністративною одиницею штату Мадх'я-Прадеш і входить в Дивізіон Бхопал . Місто Раджгарх є адмінцентром округу. 
Округ лежить на північному підніжжі Плато Малва, і на сході обмежений річкою Парбатіа на заході - річкою Калі Сіндх . Округ об'єднує шість техсілів, Раджгарх, Кхілчіпур, Зірапур, Біаора, Нарсінгхгарх, і Сарангпур. Округ межує з штатом Раджастхан на півночі, і з округами Гуна на північному сході, Бхопал на сході, Сехор на південному сході, і Шаджапур на півдні та заході .
Округ був утворений в травні 1948 і включив території колишніх князівств Раджгарх, Нарсінгхгарх, Кхілчіпур і частину штату Девас. 